# Gladys Verhulst
Gladys Verhulst-Wild, née le 2 janvier 1997 au Grand-Quevilly, est une coureuse cycliste française.

## Carrière

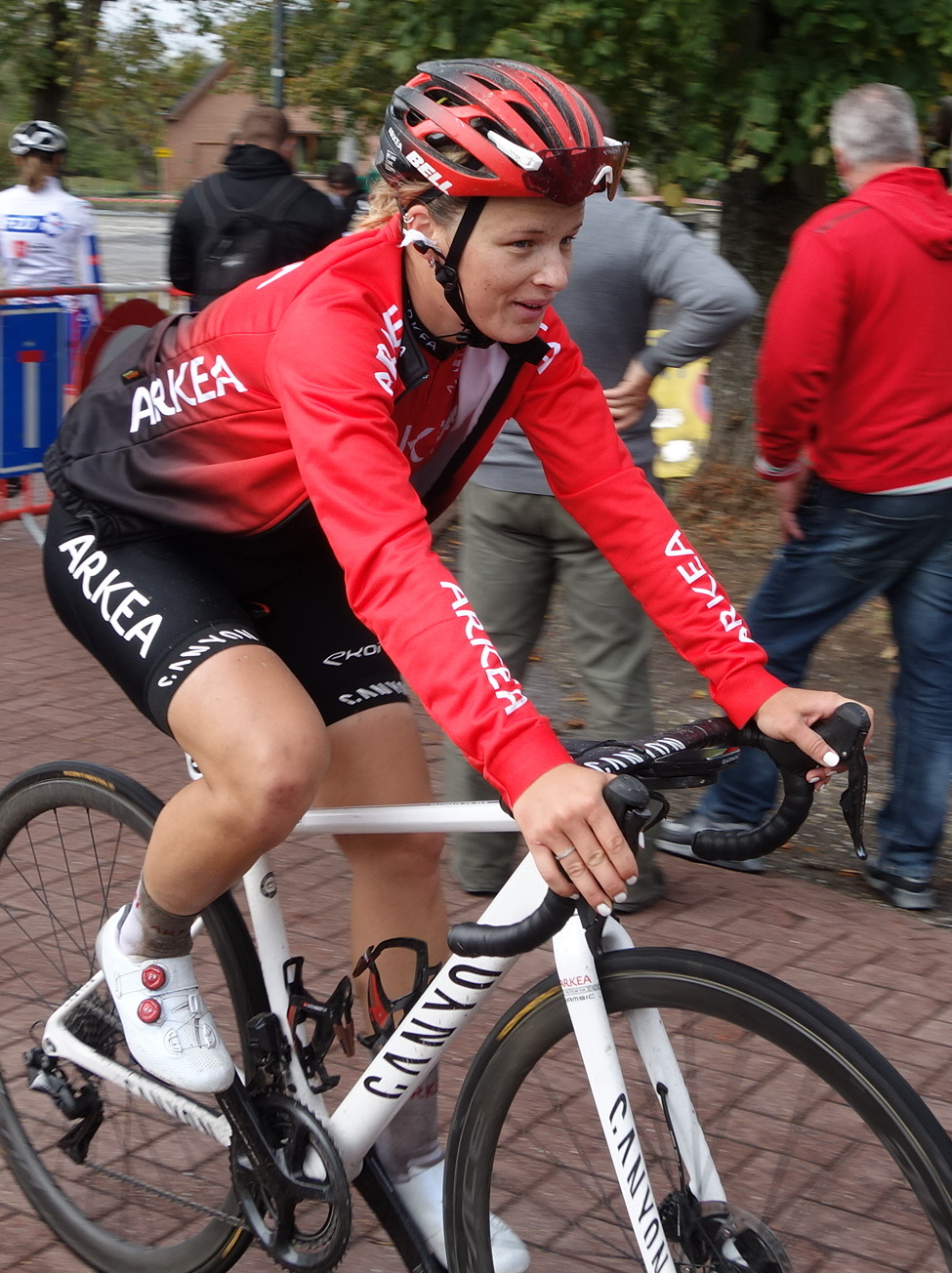
Gladys Verhulst lors de la Flèche wallonne féminine 2020.

En 2018, elle est étudiante en sociologie à Rouen. En 2018, la licenciée du VC Aiglon remporte le titre de championne de France sur route espoirs en 2018 en terminant deuxième de la course élites derrière Aude Biannic. Vice-championne l'année suivante, Gladys Verhulst confirme chez les seniors en ajoutant à son palmarès trois autres podiums nationaux chez les élites en 2020, 2021 et 2022. 
Après deux saisons sous les couleurs de l’équipe Arkéa, Gladys Verhulst signe avec l'équipe cycliste Le Col-Wahoo pour la saison 2022. En mai, la cycliste française remporte la deuxième édition du Veenendaal-Veenendaal Classic en battant au sprint la Néerlandaise Karlijn Swinkels. Elle est sélectionnée pour la course en ligne des championnats d'Europe.

## Vie privée
Gladys Verhulst s'est mariée le 28 octobre 2023 avec le cycliste Damian Wild (né à Rouen en 1992),,.

## Palmarès

### Par année
- 2015
  - 2e du championnat de France sur route juniors
- 2017
  - Route de l'Ouest Féminine
- 2018
  -  Championne de France sur route espoirs
  - 2e du championnat de France sur route
  - 2e de la Classic Féminine de Vienne Poitou-Charentes (cdf)
  - 3e de la Coupe de France féminine de cyclisme sur route
- 2019
  - La Picto-Charentaise
  - 2e du championnat de France sur route espoirs
  - 2e de la Classic Féminine de Vienne Poitou-Charentes
- 2020
  - Sud Yvelines Féminine (cdf)
  - 2e du championnat de France sur route
  - 4e du grand prix d'Isbergues
- 2021
  - Grand Prix de Chambéry
  - 2e du Grand Prix de Plouay
  - 3e du championnat de France sur route
  - 4e du Grand Prix Samyn
- 2022
  - Veenendaal-Veenendaal Classic
  - 2e du championnat de France sur route
  - 5e de la Classic Lorient Agglomération - Trophée Ceratizit
  - 9e du championnat d'Europe sur route
- 2023
  - 1re étape du Tour de Normandie
  - La Picto-Charentaise
  - 2e du Tour de Normandie
- 2024
  - Étape du Tour
  - 2e du championnat de France sur route
- 2025
  - 9e de Gand-Wevelgem

### Résultats sur les grands tours

#### Tour de France
2 participations
- 2022 : abandon (7e étape)
- 2025 : abandon (9e étape)

#### Tour d'Italie
1 participation
- 2023 : 60e

#### Tour d'Espagne
1 participation
- 2023 : 69e

### Classements mondiaux
| Année                                 | 2018 | 2019 | 2020 | 2021 | 2022 | 2023 | 2024 |
| ------------------------------------- | ---- | ---- | ---- | ---- | ---- | ---- | ---- |
| Classement UCI                        | 258e | 280e | 159e | 52e  | 55e  | 167e | 157e |
| UCI World Tour                        | nc   | nc   | nc   | 44e  | 69e  | 211e | 127e |
|                                       |      |      |      |      |      |      |      |
| Légende : nc = non classéSource : UCI |      |      |      |      |      |      |      |